# Никола Таравел
Никола Мишел Таравел (на френски: Nicolas Michel Taravel) е френски футболист, който играе на поста централен защитник. Състезател на Олимпик Шарлероа.

## Кариера
Продукт на школата на Дижон, Таравел прекарва своята ранна кариера в чужбина с отборите на Динамо (Загреб) II в Хърватия и с Пафос в Кипър. Присъединява се към Гренобъл на 26 юли 2018 г. Прави своя професионален дебют с Гренобъл на 14 август 2018 при загубата с 2–1 като гост на Мец за Купата на Лигата на Франция. Вкарва първия си гол в своя дебют в Лига 2 с Гренобъл при победата с 4–2 над Валансиен на 14 септември 2018.
На 24 януари 2019 г., Таравел се мести в Съединените щати, за да се състезава за отбора на Оклахома Сити Енерджи.

## Успехи
Динамо (Загреб)
- Първа хърватска футболна лига (1): 2015/16
- Купа на Хърватска (1): 2016

 Судува
- Суперкупа на Литва (1): 2022